# Heinrich Dierker
Heinrich Dierker (* 9. Februar 1885 in Ennigloh; † 29. September 1960 in Wolfenbüttel) war ein deutscher Industriekaufmann und Politiker (SPD).
Dierker war gelernter Industriekaufmann. Zwischen dem 21. Februar 1946 und dem 21. November 1946 war er Mitglied des Ernannten Braunschweigischen Landtages.

## Quelle
- Barbara Simon: Abgeordnete in Niedersachsen 1946–1994. Biographisches Handbuch. Hrsg. vom Präsidenten des Niedersächsischen Landtages. Niedersächsischer Landtag, Hannover 1996, S. 73.

| Personendaten    | Personendaten             |
| ---------------- | ------------------------- |
| NAME             | Dierker, Heinrich         |
| KURZBESCHREIBUNG | deutscher Politiker (SPD) |
| GEBURTSDATUM     | 9. Februar 1885           |
| GEBURTSORT       | Ennigloh                  |
| STERBEDATUM      | 29. September 1960        |
| STERBEORT        | Wolfenbüttel              |